# یومی کاوایدا
یومی کاوایدا (انگلیسی: Natsumi Kawaida؛ زادهٔ ۱۸ فوریهٔ ۱۹۹۶) صداپیشه اهل ژاپن است. وی از سال ۲۰۱۷ میلادی تاکنون مشغول فعالیت بوده‌است.